# Белая роза бессмертия
«Белая роза бессмертия» (груз. უკვდავების თეთრი ვარდი) — советский художественный фильм 1984 года (прокат СССР 1985), сказка, созданная на киностудии Грузия-фильм. Сняла фильм режиссёр Нана Мчедлидзе по своему же сценарию, написанному по мотивам грузинских народных сказок.
Главные роли в этом фильме исполнили Эка Виблиани, Мамука Кадагишвили, Нино Какабадзе, Нана Квателадзе и Кахи Кавсадзе. Русский переводчик фильма — Зиновий Гердт. Фильм можно смотреть детям любого возраста, он предназначен для семейного просмотра.

## Сюжет
Фильм рассказывает историю одной влюблённой пары — молодой крестьянской девушки Теоны и деревенского пастуха парня Мзечабуки. Но на пути к счастью их ожидают различные испытания. Теона и Мзечабука справляются со всеми испытаниями и соединяют свои судьбы в счастливом любовном союзе.

## В ролях
- Эка Виблиани — Теона
- Мамука Кадагишвили — Маечабук
- Нино Какабадзе — Марженка
- Нана Квателадзе — Принцесса
- Леван Антадзе — названый отец (озвучивал Валентин Брылеев)
- Зейнаб Боцвадзе — названая мать
- Картлос Марадаишвили — Князь
- Григол Цитайшвили — Царь
- Вано Сакварелидзе — старик (озвучивал Константин Тыртов)
- Кахи Кавсадзе — Водяной
- Руслан Микаберидзе — Чудище
- Зиновий Гердт — текст от автора

## Съёмочная группа
- Автор сценария: Нана Мчедлидзе
- Режиссёр: Нана Мчедлидзе
- Оператор: Лери Мачаидзе
- Композитор: Иосиф Барданашвили
- Текст песен: Морис Поцхишвили
- Художники-постановщики: Васо Арабидзе (как Василий Арабидзе) и Малхаз Деканоидзе
- Звукорежиссёр: Михаил Килосанидзе и Тамара Бурдули

## Технические данные
- СССР, Дата создания - 1984 год, выход в прокат 1985, Грузия-фильм
- Сказка, Семейный фильм
- Цветной, 67 — 69 мин.
- Оригинальный язык — грузинский

## Другие названия
- Оригинальное название: უკვდავების თეთრი ვარდი
- Название латиницей: Ukvdavebis tetri vardi
- Русское название: Белая роза бессмертия
- Название латиницей: Belaya roza bessmertiya
- Английское название: The White Rose of Immortality